# TLS termination proxy

Вхідний HTTPS трафік розшифровується і пересилається до веб-служби в приватній мережі.

Проксі-сервер завершення TLS (або проксі-сервер завершення SSL, або зняття навантаження SSL) — це проксі-сервер, який діє як проміжна ланка між клієнтом і сервером, і використовується для завершення і/або встановлення TLS (або DTLS) тунелів шляхом розшифрування і/або шифрування комунікацій. Це відрізняється від проксі-серверів пас-Through TLS, які пересилають зашифрований (D)TLS трафік між клієнтами і серверами без завершення тунелю.

## Використання
Проксі-сервери завершення TLS можуть бути використані для:
- захисту plaintext комунікацій через ненадійні мережі шляхом тунелювання їх в (D)TLS,
- дозволу перевірки зашифрованого трафіку системою система виявлення вторгнень для виявлення та блокування шкідливих активностей,
- дозволу мережевого моніторингу та аналізу зашифрованого трафіку,
- забезпечення інтеграції з іншими додатками, які надають додаткові можливості, такі як фільтрація контенту або Модуль апаратної безпеки,
- забезпечення версій протоколів (D)TLS, розширень або можливостей (наприклад, OCSP stapling, ALPN, DANE, CT валідація тощо), які не підтримуються клієнтськими або серверними додатками, для покращення їх сумісності та/або безпеки,
- обхід багів/незахищених реалізацій (D)TLS у клієнтських або серверних додатках для покращення їх сумісності та/або безпеки,
- надання додаткової автентифікації на основі сертифікатів, яка не підтримується серверними і/або клієнтськими додатками або протоколами,
- надання додаткового рівня захисту в глибині для централізованого контролю та послідовного управління конфігурацією (D)TLS і пов’язаними з нею політиками безпеки,
- зменшення навантаження на основні сервери шляхом перенесення криптографічної обробки на іншу машину.

## Типи
Проксі-сервери завершення TLS можуть забезпечувати три моделі підключення:
- Зняття навантаження TLS зашифрованого (D)TLS з'єднання з клієнта і пересилання комунікацій через з'єднання з відкритим текстом до сервера.
- Шифрування TLS з'єднання з відкритим текстом від клієнта і пересилання комунікацій через зашифроване (D)TLS з'єднання до сервера.
- Мост TLS двох зашифрованих (D)TLS з'єднань для дозволу перевірки та фільтрації зашифрованого трафіку шляхом розшифрування вхідного (D)TLS з'єднання з клієнта і повторного шифрування його іншим (D)TLS з'єднанням до сервера.

Поєднання проксі-сервера шифрування TLS перед клієнтом з проксі-сервером зняття навантаження TLS перед сервером може забезпечити (D)TLS шифрування та автентифікацію для протоколів і додатків, які інакше не підтримують це, з двома проксі-серверами, які підтримують безпечний (D)TLS тунель через ненадійні мережеві сегменти між клієнтом і сервером.
Проксі-сервер, що використовується клієнтами як проміжний шлюз для всіх вихідних з'єднань, зазвичай називається проксі-сервер прямого доступу, тоді як проксі-сервер, що використовується серверами як проміжний шлюз для всіх вхідних з'єднань, зазвичай називається Зворотний проксі. Проксі-сервери TLS-мосту, що дозволяють системі виявлення вторгнень аналізувати весь трафік клієнтів, зазвичай рекламуються як "SSL Forward Proxy".
Проксі-сервери зняття навантаження TLS та проксі-сервери мосту TLS зазвичай потребують автентифікації перед клієнтами за допомогою цифрового сертифіката з використанням або PKIX, або автентифікації DANE. Зазвичай адміністратор сервера надає своєму зворотному проксі дійсний сертифікат для використання під час (D)TLS рукостискання з клієнтами. Однак оператор проксі-сервера прямого доступу повинен створити власний приватний CA, встановити його в сховище довіри всіх клієнтів і змусити проксі-сервер створювати новий сертифікат, підписаний приватним CA в реальному часі для кожного сервера, до якого намагається підключитися клієнт.
Коли мережевий трафік між клієнтом і сервером маршрутизується через проксі, він може працювати в режимі прозорого режиму, використовуючи IP-адресу клієнта замість своєї власної при підключенні до сервера і використовуючи IP-адресу сервера при відповіді клієнту. Якщо Прозорий проксі-сервер мосту TLS має дійсний сертифікат сервера, ні клієнт, ні сервер не зможуть виявити присутність проксі. Зловмисник, який отримав компрометований приватний ключ цифрового сертифіката сервера або має можливість використовувати компрометовані/примушені PKIX CA для видачі нового дійсного сертифіката для сервера, може здійснити атака "людина посередині" шляхом маршрутизації TLS трафіку між клієнтом і сервером через Прозорий проксі-сервер мосту TLS і матиме можливість копіювати розшифровані комунікації, включаючи облікові дані для входу, та змінювати вміст комунікацій на льоту без виявлення.